# Ходаков, Сергей Владимирович
Серге́й Влади́мирович Ходако́в (11 марта 1966 года, Иркутск — 8 января 2019 года) — советский и российский легкоатлет. Двукратный паралимпийский чемпион, двукратный серебряный и бронзовый призёр Паралимпийских игр. Заслуженный мастер спорта России по спорту слепых (1995).

## Биография
Сергей Ходаков начал заниматься спортом под руководством учителя физкультуры Владимира Алексеевича Протасова, затем продолжил тренировки у нового наставника — Юрия Рыбина.
В 1987 году Сергей Ходаков стал участником сборной Советского Союза, выиграл чемпионат СССР и должен был принимать участие в Паралимпийских Играх 1988 года в Сеуле, но вместо него отправили другого спортсмена. В связи с этим, Сергей Ходаков несколько месяцев не занимался, но в спорт его вернул своими усилиями тренер, сказав, что спортсмен должен работать на очень высокие показатели.
Под его руководством на Паралимпийских играх в 1992 году Сергей Ходаков смог завоевать золотую медаль в метании диска и серебряные медали по метанию ядра и копья. Выступал на чемпионатах Европы и мира, удостоился звания заслуженного мастера спорта. Сергей Ходаков установил мировой рекорд в метании диска на Паралимпиаде в Атланте в 1996 году.
Умер 8 января 2019 года после продолжительной болезни.

## Награды и звания
- Орден Дружбы (3 декабря 1996 года) — за активное участие и высокие спортивные достижения в Х летних Параолимпийских играх 1996 года.[4]
- Заслуженный мастер спорта России по спорту слепых (1995).
- «Почетный гражданин Иркутской области» (2012)[5].